# Prolongación por continuidad
En análisis matemático, la prolongación por continuidad de una función es una extensión de su dominio de definición por puntos vecinos, en los cuales los valores están definidos por límites finitos de la función. La nueva función así definida se señala convencionalmente con la misma letra sola (por abuso de notación ) o superada por una tilde .
En este sentido, una función se puede prolongar por continuidad en un punto fuera de su dominio de definición si admite un límite finito en ese punto. Para una función real de variable real, esta propiedad asegura especialmente su integrabilidad en este punto.
Por ejemplo, la función seno cardinal, denotada sinc, es la prolongación por continuidad de la función {\displaystyle f} definida en {\displaystyle \mathbb {R} ^{*}} por
{\displaystyle \forall x\in \mathbb {R} ^{*},\quad f(x)={\frac {\sin(x)}{x}}} .
fijando
{\displaystyle \forall x\in \mathbb {R} ,\quad \operatorname {sinc} (x)={\begin{cases}f(x)={\frac {\sin(x)}{x}}&{\text{si }}x\neq 0\\1&{\text{si }}x=0\end{cases}}}
La función sinc así definida es de hecho continua en 0 debido a que
{\displaystyle f(x)={\frac {\sin(x)}{x}}{\underset {x\to 0,\ x\neq 0}{\longrightarrow }}1=\operatorname {sinc} (0).}
En otras palabras, prolongamos {\displaystyle f} por continuidad en 0 por el valor 1.
Cualquier función continua de Cauchy con valores reales o complejos (o, más generalmente, en cualquier espacio completo ) se puede extender de manera continua a la adherencia de su dominio de definición. Esta propiedad permite, entre otras cosas, justificar la existencia de ciertas curvas fractales.
- Datos: Q109314498